# Аксельрод, Натан
Натан Аксельрод (7 апреля 1905, Дубровно, Могилёвская губерния, Российская империя — 6 октября 1987, Тель-Авив, Израиль) — деятель кинематографа подмандатной Палестины, а затем Израиля. Основатель студии «Моледет», выпускавшей первую в Палестине еврейскую кинохронику, автор первых в Палестине полнометражных художественных фильмов — «Скиталец Одед» (1934, немой) и «Поверх развалин» (1937, звуковой).

## Биография
Натан Аксельрод родился в 1905 году в Дубровно в семье, тесно связанной с русским революционным движением. В 1916 году Аксельроды переехали в Полтаву, спасаясь от еврейских погромов. Там Натан, отличавшийся высоким умственным развитием, уже в 16 лет взял на себя руководство семейной фармацевтической лабораторией, получив под своё начало 20 работников.
В 19 лет Натан основал в Полтаве драматический кружок. Изучив основы оптики и увлёкшись в результате фотографией, он начал снимать при участии товарищей по кружку любительские кинофильмы. В этот же период Аксельрод начал принимать активное участие в деятельности сионистской организации «Гехалуц», был дважды арестован и приговорён к трём годам принудительных работ с отправкой в Сибирь, но этот приговор ему заменили на высылку из СССР.
В подмандатную Палестину Аксельрод прибыл в 1926 году. Там он присоединился к молодёжной организации «Шахар», поселившись в Реховоте. В это время Аксельрод, перед высылкой из СССР заставший начало работы над такими фильмами, как «Броненосец „Потёмкин“» Эйзенштейна и «Мать» Пудовкина, вынашивал идею развития в Палестине киноиндустрии. Однако оказалось, что этот процесс придётся начинать с нуля: единственная существовавшая в этом регионе киностудия, «Менора» Яакова Бен-Дова, закрылась уже через год после основания в 1919 году. Сам Бен-Дов, после этого занимавшийся съёмкой отдельных роликов по заказу Еврейского национального фонда, основной свой заработок получал от принадлежавшего ему фотоателье и был убеждён, что полноценная киноиндустрия не может возникнуть в стране с менее чем 40-миллионным населением, тогда как общее население еврейского ишува на тот момент едва превышало 200 тысяч человек.
Тем не менее всего через полтора года после приезда в Палестину Аксельрод сформировал кооператив при участии Иерушалаима Сегаля и поэта Александра Пэнна с тем, чтобы снять художественный фильм «Халуц» («Первопроходец») о трудностях и дилеммах, с которыми сталкивается еврейский поселенец в Палестине; сценаристом ленты выступал он сам. Из-за финансовых трудностей съёмки «Халуца», однако, не были завершены.
В том же году Аксельрод, Сегаль и Пэнн основали киностудию «Моледет» (с ивр. — «Родина»), располагавшую собственной кинолабораторией. Оборудование лаборатории, находившейся в Тель-Авиве, было примитивным, в ней не было электричества, и её создатели были вынуждены соорудить сложную систему зеркал и линз для эффективного использования солнечного света. На студии снимались рекламные ролики (в одном из которых, заказанном производителями вина из Ришон-ле-Циона и Зихрон-Яакова, кинематографисты, используя приёмы Жоржа Мельеса, показали, как дюжина винных бутылок танцует хору) и документальные фильмы. Однако главным её наследием стала кинохроника, в которой освещались важнейшие события жизни ишува — основание поселений, еврейские праздники, визиты высокопоставленных гостей. Эта хроника, известная как «Йоман Моледет» (с ивр. — «Дневник Родины»), стала первой в Палестине (позже, с 1931 по 1934 год, ещё один пионер кинематографа в Палестине Барух Агадати выпускал кинохронику «Йоман Ага»).
В 1932 году Аксельрод как сценарист снял вместе с режиссёром Хаимом Халахми короткометражную кинокомедию в двух частях, получившую название «Ва-ихйи б-имей…» («И было во дни…» — по первой строке Книги Эсфири), о серии недоразумений, происходящих с тремя семейными парами во время празднования Пурима в Тель-Авиве. Публикой ишува эта лента была принята благожелательно.
Вслед за этим Аксельродом были сняты фильмы «Ха-иш ми-Нахалал» («Человек из Нахалала», 1933) и «Одед ха-нодед» («Скиталец Одед», 1934). Немой «Скиталец Одед», снятый по мотивам новеллы Цви Ливне (Либермана) о приключениях еврейского мальчика Одеда в Палестине, стал первым полнометражным художественным фильмом в этой стране. Герой фильма, маленький сабра, теряется во время школьной экскурсии, некоторое время блуждает один, а затем попадает к бедуинам, где его позже и находят отец и одноклассники. Бюджет ленты, снятой компанией Film Eretz Israel, был скромным — 400 фунтов. В качестве режиссёра снова выступил Халахми, Аксельрод значится в титрах как оператор и монтажёр, хотя позже он утверждал, что и режиссура лежала на нём. Автор книги об израильском кинематографе Элла Шохат предполагает, что Халахми, как выходец из театральной среды, работал с актёрами, а кинематографическую часть процесса осуществлял Аксельрод. Картина в течение восьми недель шла в тель-авивском кинотеатре «Эден», собирая полные залы, вызвав восторженную реакцию еврейских журналистов и даже породив на волне своего успеха несколько новых недолговечных киностудий. Кроме того, фильм, вслед за предыдущей лентой Аксельрода «И было во дни…», был показан в Египте. Ленты вызвали резкую политическую реакцию и требования, чтобы Ассоциация арабских рабочих организовала съёмки аналогичных фильмов об арабском населении Палестины, возможно, с привлечением кинематографистов из Европы.
После успеха «Скитальца Одеда» Аксельрод основал новую киностудию «Кармель» (в 1958 году объединённую с основанной позднее студией «Герцлия»), начав выпуск еженедельного киножурнала «Йоман Кармель». Киножурнал начал выходить в 1935 году и со следующего года стал звуковым. В 1937 году Аксельрод и режиссёр А. Вольф начали съёмки первого в Палестине полнометражного звукового художественного фильма «Меаль ха-хоравот» («Поверх развалин») о восстании Бар-Кохбы, снова основанного на произведении Цви Ливне. Картина оказалась неудачной: сделать качественный фильм помешали крайне низкий уровень игры актёров-любителей и шедшие в это время в Палестине арабские беспорядки.
В годы Второй мировой войны Аксельрод по заказу Еврейского национального фонда снимал короткометражные документальные фильмы о Земле Израильской и пропагандистские ролики, призывавшие еврейскую молодёжь в ряды британских войск, сражающихся против нацизма. Он также сотрудничал с британскими мандатными властями, снимая по их заказу учебные ролики для арабских крестьян, посвящённые современным методам ведения сельского хозяйства. В одном из шести сделанных по этому заказу фильмов, по воспоминаниям самого Аксельрода, снимались евреи-кибуцники в арабских куфиях ради сохранения национального колорита. В 1944 году Аксельрод снял по частному заказу некоего араба из Яффы сюжет для кинохроники на арабском языке о детском приюте; фильм прошёл в кинотеатрах всех главных городов Палестины. После этого Аксельрод получил заказ от палестинско-египетского товарищества на съёмку социальной мелодрамы «Моё желание» о любви между бедняком и дочерью богатых родителей. Съёмки картины шли с конца 1945 по начало 1947 года, причём не знавший арабского языка режиссёр пользовался помощью переводчика-армянина. После завершения съёмок лента прошла в нескольких арабских странах, но не в Палестине, где заказчики побоялись антирекламы, возможной, если станет известно, что она снята сионистом.
После получения независимости Израилем Аксельрод продолжил работу в художественном кинематографе, и в 1956 году вышел на экраны его фильм «Дан Кихот и Саадья Панса», рассчитанный на подростковую аудиторию; сюжет и имена героев фильма перекликаются с именами героев романа Сервантеса. В 1962 году на основе старых выпусков кинохроники, снятых Аксельродом, он вместе с И. Зильбергом и Ури Зоаром смонтировал лирико-документальный фильм «Эц о Палестайн». Обе этих картины снискали успех у зрителей. Последним фильмом, который снял Аксельрод, стала кинокомедия «Хаву, банот, ле-Эйлат» («Приезжайте, девушки, в Эйлат»). В этой картине, вышедшей в 1965 году, Аксельрод выступил одновременно как сценарист, режиссёр и продюсер.

## Комментарии
1. ↑  Игра слов, основанная на ивритском выражении «эц о Пали». В подмандатной Палестине это выражение стало синонимом русского «орёл или решка» благодаря монете выпуска 1927 года: на одной стороне монеты было изображение дерева (на иврите «эц»), а на другой — надпись «Палестина»/«Эрец Исраэль» на английском, иврите и арабском[9].